# Sao Ching Cha

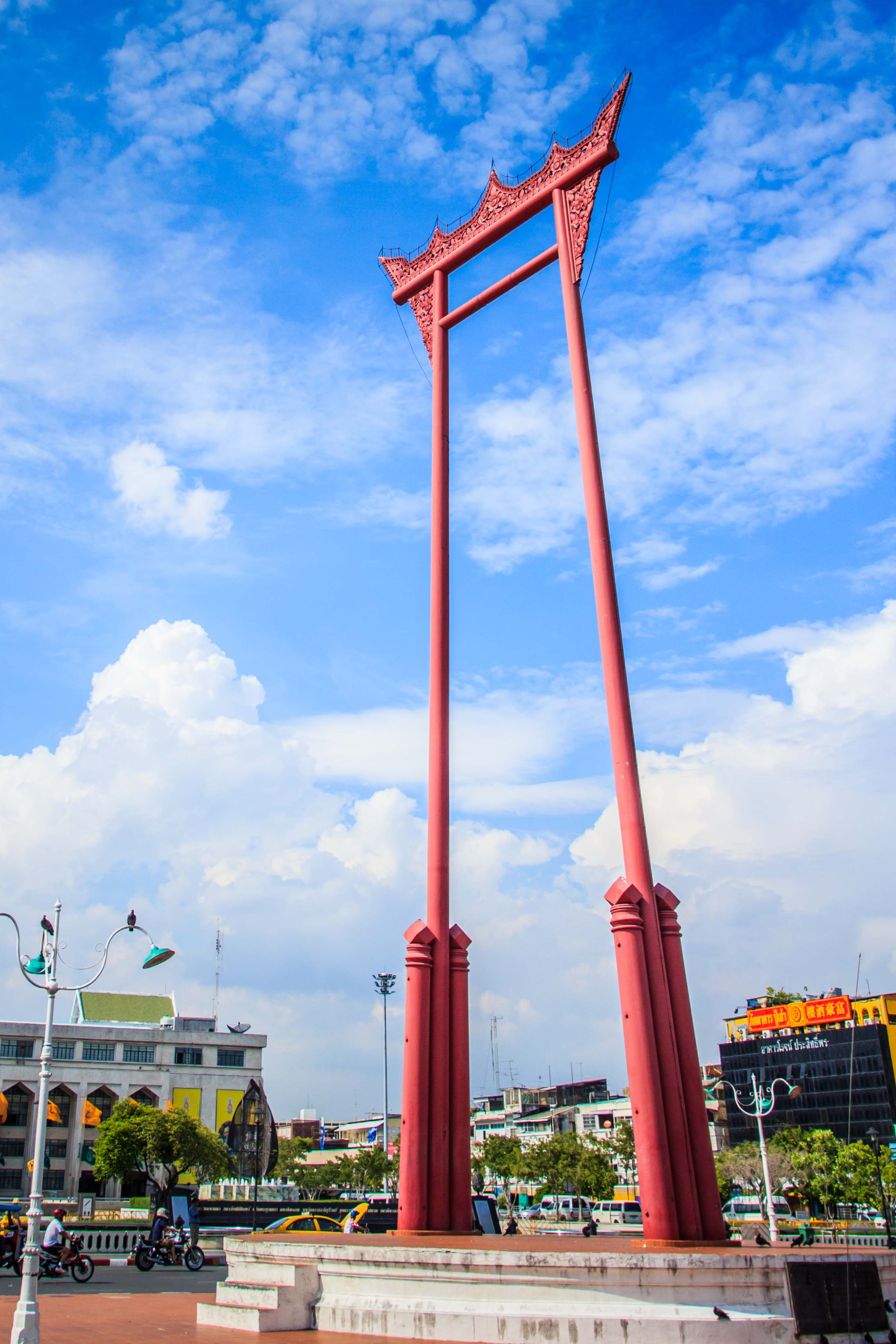
Die Große Schaukel, 2013

Sao Ching Cha (Thai: เสาชิงช้า – Große Schaukel) ist ein Wahrzeichen von Bangkok, der Hauptstadt von Thailand.

## Lage
Sao Ching Cha, die „Große Schaukel“, liegt im Herzen der Altstadt von Bangkok an der Bamrung Mueang Straße im Bezirk Phra Nakhon. Genau südlich von ihr liegt einer der größten Tempel Bangkoks, der Wat Suthat, nördlich befindet sich die Stadtverwaltung von Bangkok. Nordwestlich, etwas versteckt hinter Bäumen, liegt der brahmanische Schrein Devasathan.
Da die Schaukel-Zeremonie traditionell als eine Sonnen-Zeremonie angesehen wird, ist die Schaukel auch so ausgerichtet, dass „entlang des Laufes der Sonne“, also von Ost nach West, geschaukelt werden kann.
Eine weitere Schaukel soll sich in den 1930ern noch in Nakhon Si Thammarat befunden haben.

## Geschichte
Sao Ching Cha wurde im Jahr 1784 von König Phra Phutthayotfa Chulalok (Rama I.) vor dem Brahma-Schrein Devasathan errichtet, welcher zur gleichen Zeit entstand. Die Empfehlung, diese Schaukel zu bauen, bekam der König von einem Brahmanen aus der Provinz Sukhothai, der ihm versicherte, eine derartige Zeremonie würde seine neue Hauptstadt erstarken lassen. Während der Regierungszeit von König Phra Phutthaloetla Naphalai (Rama II.) wurde die alljährliche Schaukel-Zeremonie nicht weiter durchgeführt, da die Balken von einem Blitzschlag schwer beschädigt worden waren.
Im Jahr 1920 wurde die Schaukel renoviert und an ihrer heutigen Position wieder aufgebaut. Nach der Bangkok Times „sollen die großen Schaukelpfosten gegenüber dem Wat Suthat in die Mitte der Straße verlegt werden, die erweitert und mit zwei Fahrspuren ausgestattet wird“. Der freiwerdende Raum wurde der größte Frischgemüsemarkt der Stadt, Talad Sao Ching Cha. Die Renovierung jener Zeit wurde von der Louis T. Leonowens Company finanziert, zu Ehren ihres Gründers, dem Sohn von Anna Leonowens.
Die Schaukel-Zeremonie wurde bis 1935 weiter durchgeführt, aber anschließend aufgrund einiger schwerer Unfälle endgültig aufgegeben.
1959 fand eine erneute Renovierung statt. Doch nachdem sie insgesamt 224 Jahre Wind und Wetter getrotzt hatte, zeigten die Balken ernsthafte Beschädigungen. So begann im April 2005 eine Generalüberholung des Bauwerks. Insgesamt sechs Teakholz-Stämme wurden benutzt, die über 100 Jahre alten Bäume wurden in der Provinz Phrae gefunden. Die beiden Haupt-Tragebalken haben einen Umfang von 3,50 Metern und sind über 30 Meter hoch. Die vier anderen Balken dienen zur Verstärkung der Haupt-Balken, sie sind jeweils 20 m hoch und haben einen Umfang von 2,30 m.
Die Schaukel wurde im Oktober 2006 zunächst völlig abgebaut. Teile davon sollten zunächst in der Devasathan ausgestellt werden, jedoch aus Platzmangel befinden sie sich heute im Nationalmuseum Bangkok.
Im September 2007 wurde in einer feierlichen Zeremonie unter Vorsitz des Königs Bhumibol Adulyadej (Rama IX.) die neue Schaukel eingeweiht.

## Schaukel-Zeremonie
Die Schaukel-Zeremonie (Thai: พิธีตรียัมปวาย – Phithi Triyampawai, populäre Bezeichnung โล้ชิงช้า, Lo Ching Cha – „Hin- und Her-Bewegen der Schaukel“) war bereits eine der zwölf Hof-Zeremonien, die in bestimmten Monaten des thailändischen Mondkalenders im Königreich Sukhothai durchgeführt wurden. Ursprünglich wurde sie im ersten Mondmonat abgehalten, aber während der frühen Rattanakosin-Ära, Anfang des 19. Jahrhunderts, wurde sie auf den zweiten Mondmonat verschoben. Sie ist die traditionelle Feier zum brahmanische Neujahr und dauerte zehn Tage.
Nach einem alten hinduistischen Epos schickte Brahma, nachdem er die Welt erschaffen hatte, Shiva auf die Erde, um nach dem Rechten zu sehen. Als Shiva zur Erde herabstieg, wickelten sich große Nagas um zwei Berge, um die Erde zu stabilisieren. Als Shiva die Erde fest verankert fand, feierten die Nagas im Meer. Die Schaukel-Zeremonie soll diese Geschichte nachstellen. Die Berge werden durch die beiden langen Haupt-Balken symbolisiert, während der kreisrunde Sockel der Schaukel für die Erde und das Meer steht.

### Augenzeugenbericht
Der Orientalist Dr. Horace Geoffrey Quaritch Wales war 1930 Augenzeuge bei der Schaukel-Zeremonie. In seinem Buch Siamese State Ceremonies beschreibt er detailgenau den Verlauf der Feierlichkeiten:
Nach siamesischem Glauben soll Shiva einmal im Jahr 10 Tage lang die Erde besuchen. Traditionell soll er am siebten Tag des zunehmenden Mondes im ersten Mondmonat ankommen, und bis zum ersten Tag des abnehmenden Mondes bleiben. Zuvor müssen allerdings die Brahmanen in einer speziellen Zeremonie im Devasathan „die Pforte des Kailash öffnen“. Da Shiva ein heiterer Gott ist, liebt er es, unterhalten zu werden. Dazu wurde neben der eigentlichen Schaukel-Zeremonie eine große Prozession mit akrobatischen Einlagen ins Leben gerufen. An bestimmten Abenden während seines Besuchs wird zu Ehren Shivas vor dem Brahmanen-Tempel ein Schattenspiel (Nang) aufgeführt.
Als Darsteller des Gottes wird vom thailändischen König ein Adeliger ausgewählt, während der Ayutthaya-Zeit war es der Chao Phraya Ponlathep (เจ้าพระยา พลเทพ – Agrarminister), später jeweils ein anderer Minister, der zu einem Temporären König gekrönt wird. Dieser trägt als Zeichen seiner Würde einen spitz zulaufenden Hut und einen Panung aus Brokat, darüber eine lange weiße Robe. In seiner Begleitung sind Musiker, Trommler (siehe: Klong Tueng Nong, auch Klong Chum) und Schneckenhorn-Bläser, Sonne und Mond, die Erde und der Ganges. Träger mit königlichen Schirmen beschützen ihn vor der Sonne. Niedrige Götter werden symbolisch auf großen Tafeln dargestellt.
Am Morgen des siebten Tages des zunehmenden Mondes beginnt die Prozession am Wat Ratcha Burana, welcher am südlichen Ende der Rattanakosin-Insel liegt. Unter den Lärm von Trommlern und Schneckenhorn-Bläsern wird Shiva in einer Sänfte mit großem Gefolge bis hin zum Festplatz nördlich des Wat Suthat getragen. Sobald der Gott dann seinen Platz auf dem Thron in einem eigens errichteten Pavillon eingenommen hat, seinen linken Fuß über das rechte Knie geschlagen, beginnt das Schaukeln.
Es gibt drei Gruppen von Schauklern (Narivan), jede bestehend aus vier Männern. Sie tragen einen eigenartigen Kopfputz, der sie als Nagas ausweist. Für jede Gruppe von Schauklern wird ein Geldsäckchen an einer langen Bambusstange befestigt, die in einiger Entfernung westlich der Schaukel aufgestellt wird. Die erste Gruppe bekommt zwölf, die zweite zehn und die dritte acht Baht.
Nachdem sie Shiva ihre Ehrerbietung erwiesen haben, setzen sich die vier Männer zunächst hintereinander in die länglichen Schaukel. Ein Mann zieht an einem Seil, welches an der Schaukel befestigt ist, um ihr den ersten Schwung zu verleihen (daher stammt auch die populäre Bezeichnung der Zeremonie Lo Ching Cha). Sodann steht der erste Mann auf, der am nächsten an dem Geldbeutel ist, während der hinterste versucht, die Schaukel näher an das Säckchen zu bugsieren. Der Vordermann muss nun versuchen, das Säckchen mit den Zähnen zu ergattern. Da die Geldbörse sehr hoch aufgehängt wird, muss die Schaukel fast senkrecht stehen, um das Geld zu erreichen. Vergebliche Versuche werden mit Gejohle des Publikums quittiert, der Erfolg wird mit lautem Beifall bedacht. Unfälle waren in der Vergangenheit nicht selten und wurden als sehr schlechtes Omen für das folgende Jahr angesehen.
Wenn alle drei Gruppen ihre Aufgabe erfüllt haben, verabschieden sie sich mit einem Wai von Shiva, der wieder seine Sänfte besteigt und von der Prozession vom Festplatz geleitet wird. Damit ist die Zeremonie des ersten Tages zu Ende.
Am zweiten Tag werden nur bestimmte Riten im Shiva-Schrein des brahmanischen Tempels Devasathan durchgeführt. Am dritten Tag gibt es am Abend erneut eine Schaukel-Zeremonie mit zusätzlichen Attraktionen. Wie zuvor startet die Prozession am Wat Ratcha Burana, windet sich durch die Gassen der Altstadt bis zum Festplatz, wo wiederum drei Gruppen von Schauklern versuchen, die Münzen von der Bambusstange zu ergattern. Anschließend bringen die Nagas einen großen bronzenen Wasserbehälter (Khan Sagara), den sie vor Shiva aufstellen. In drei Kreisen wird dann ein Tanz (Senan) um das Wasser aufgeführt, dabei schwingt jede Naga ein Büffelhorn im Takt der Trommeln und Schneckenhörner. Gegen Ende des Tanzes laufen die Tänzer zum Wassertank, füllen ihr Horn mit Wasser, mit dem sie sich dann gegenseitig bespritzen. Sodann erhebt sich Shiva und begibt sich zu einem weiteren Pavillon auf dem Festplatz, die Nagas folgen ihm mit dem Wasserbehälter. Wieder wird hier vor dem Gott der Tanz aufgeführt und sich nass gespritzt. Dieser Vorgang wiederholt sich noch ein drittes Mal, bevor Shiva von der Prozession wieder zum Wat Ratcha Burana geleitet wird.
Während der restlichen Tage werden zahlreiche „Gottesdienste“ im Shiva- und im Ganesha-Schrein gefeiert. Am letzten Tag formieren sich am Abend die Brahmanen zu einer „Prozession des Naresuan“, wenn Shiva wieder die Welt verlässt. Vom Devasathan geht diese Prozession, die wieder von zahlreichen Trommlern und Schneckenhorn-Bläsern begleitet wird, bis hin zum Königstempel, wo der König den Teilnehmern drei kleine Statuen übergibt, die Shiva, Uma und Ganesha darstellen. Ein Feuerwerk, welches den Parichat-Baum in Indras Paradies symbolisieren soll, wird an den Palastmauern abgebrannt. Anschließend folgt der König der Prozession zurück zum Devasathan, wo er an einer weiteren Zeremonie in den Schreinen der drei Gottheiten teilnimmt.